# Menachem Racon
Menachem Racon (hebr.: מנחם רצון, ang.: Menachem Ratzon, ur. 5 sierpnia 1919 w Petach Tikwie, zm. 12 listopada 1987) – izraelski polityk, w 1951 poseł do Knesetu z listy Mapam.
Działacz Histadrutu. W wyborach parlamentarnych w 1949 nie dostał się do izraelskiego parlamentu, jednak 10 kwietnia 1951 objął mandat poselski po rezygnacji Dowa Bar-Nira. Nigdy więcej nie zasiadał w Knesecie.